# Departamentos de Colombia
La Constitución de 1991 establece a Colombia como una república unitaria y descentralizada que se divide administrativa y políticamente en 33 divisiones: 32 departamentos, los cuales son gobernados desde sus respectivas ciudades capitales, y un distrito capital, Bogotá. Los departamentos forman áreas culturales y económicas dentro de las regiones geográficas. En Colombia los recursos pasan de la nación al departamento y de este al municipio; a excepción de Bogotá, que como distrito capital, recibe directamente de la nación (a través de ley de regalías).
La soberanía recae sobre la Nación como unidad y, a su vez, Colombia posee una descentralización administrativa por medio de la cual parte de la administración del Estado se reparte entre los 32 departamentos y los municipios.

## Historia
El origen de los departamentos colombianos se encuentra en la división político-administrativa de la Nueva Granada (hoy Colombia y Panamá), la cual se organizaba en provincias que más o menos se correspondían territorialmente a los departamentos actuales. Con la constitución de 1858 el sistema político de la nación cambió al de una república federal, su nombre pasó a ser Estados Unidos de Colombia y las provincias fueron reemplazas por nueve estados soberanos (Antioquia, Bolívar, Boyacá, Cauca, Cundinamarca, Magdalena, Panamá, Santander y Tolima).
La constitución centralista de 1886 cambió el nombre del país de forma definitiva a República de Colombia y convirtió a los estados soberanos en departamentos. Con las reformas de 1905 y 1910 se dieron las pautas para escindir territorios de los distintos departamentos y formar nuevas entidades (departamentos, intendencias y comisarías). Con la nueva constitución de 1991, las intendencias y comisarías existentes fueron promovidas a departamentos.
|      |
| 1824 |

|      |
| 1886 |

|      |
| 1905 |

|      |
| 1908 |

|      |
| 1912 |

|      |
| 1916 |

|      |
| 1942 |

|      |
| 1958 |

|      |
| 1966 |

|      |
| 1990 |

|      |
| 2000 |

|        |
| Actual |

## Régimen administrativo

### Departamentos
Debe resaltarse que, en Colombia, el poder legislativo es centralizado, por ser el país una república unitaria (no federal); esto es, solo el Congreso de la República puede legislar, en tanto el poder ejecutivo sí tienen representantes en los Departamentos, Municipios y/o Distritos. Erróneamente se cree que las Asambleas Departamentales como los Concejos municipales son cuerpos legislativos, pero estas dos corporaciones públicas son órganos del poder ejecutivo y sus actos, denominados actos administrativos, si bien se constituyen en órdenes no son leyes. Por ende, no existe poder legislativo ni judicial que emane de una entidad territorial: ya sea un departamento, municipio o distrito. El poder legislativo y judicial emana totalmente de la Nación y solo el poder ejecutivo del orden Nacional también emana de la Nación.
Así las cosas, en el ente territorial de nivel departamental puede perfectamente afirmarse que el poder ejecutivo está a cargo de un gobernador, elegido por voto popular desde 1992, y que ejerce por un período de 4 años a partir de 2004. El gobernador nombra un gabinete compuesto por sus secretarios.
- El poder legislativo está representado en una corporación pública llamada Asamblea Departamental, entidad encargada de hacerle control político al gobernador. Es un colegiado que emite actos administrativos llamados 'ordenanzas', la Constitución le fija competencias puntuales por temas a regular en el departamento. Sus miembros se denominan diputados.

- En cuanto al poder judicial este está representado por los Tribunales del Distrito Judicial (de la jurisdicción ordinaria y contencioso administrativa) pero esto no es descentralización como pasa con los entes territoriales, sino que se trata de desconcentración de la Nación. Generalmente un distrito judicial encuadra con el territorio de un departamento, pero hay excepciones. Como el poder legislativo es único, también lo es el poder judicial, pero este sí está desconcentrado en el país, así que estos tribunales pertenecen a la Nación y no al departamento. Misma confusión puede ocurrir con los circuitos y municipios judiciales que pertenecen igualmente a la nación y no son dependientes de ningún municipio.

Las Asambleas departamentales o sus miembros son elegidos por voto popular para el mismo período que el gobernador. La Asamblea cuenta entre 11 y 31 diputados de acuerdo a la población del departamento.
Dos o más departamentos pueden asociarse en regiones administrativas de planificación.
Los departamentos se subdividen en municipios, cuya administración está a cargo de un alcalde y un concejo municipal elegidos por voto popular para un período igual que el de los dignatarios departamentales. Algunos departamentos con elevado número de municipios han optado por reconocer la existencia de provincias o subregiones, siendo estas un conjunto de municipios con afinidades culturales, geográficas o históricas, donde se localiza un centro urbano de mayor importancia como capital y desde allí funcionan instituciones locales con jurisdicción sobre los otros municipios. Estas agrupaciones sin embargo carecen de reconocimiento jurídico.

### Bogotá
El decreto 1421 por el cual se dicta el régimen especial para el Distrito Capital de Bogotá enuncia que «de conformidad con lo dispuesto en el artículo 322 de la constitución política, la ciudad de Bogotá, capital de la República y del departamento de Cundinamarca, se organiza como distrito capital».
Según el decreto «las atribuciones administrativas que la Constitución y las leyes confieren a los departamentos se entienden otorgadas al Distrito Capital, en lo que fuere compatible con el régimen especial de este último. Las disposiciones de la Asamblea y de la Gobernación de Cundinamarca no rigen en el territorio del Distrito», lo cual convierte a Bogotá en una entidad territorial de primer orden en Colombia.
El gobierno y la administración de Bogotá están a cargo de: 
- El Concejo Distrital (poder legislativo).
- El Alcalde Mayor (poder ejecutivo).
- El Tribunal Superior de Bogotá (poder judicial).

Bogotá se divide a su vez en localidades las cuales son controladas por:
- Las Juntas Administradoras Locales.
- Los Alcaldes y demás autoridades locales.

## Lista de departamentos de Colombia
| Departamento             | Municipios | Capital               | Superficie (km²) | Población (hab) | Densidad (hab/km²) | IDH   | Fecha de creación | Fecha de erección |
| ------------------------ | ---------- | --------------------- | ---------------- | --------------- | ------------------ | ----- | ----------------- | ----------------- |
| Amazonas                 | 2          | Leticia               | 109 665          | 82 068          | 0,75               | 0,768 | 1928              | 1991              |
| Antioquia                | 125        | Medellín              | 63 612           | 6 887 306       | 108,27             | 0,849 | 1856              | 1886              |
| Arauca                   | 7          | Arauca                | 23 818           | 304 978         | 12,80              | 0,804 | 1911              | 1991              |
| Atlántico                | 23         | Barranquilla          | 3 388            | 2 804 025       | 827,63             | 0,835 | 1905              | 1905              |
| Bogotá, Distrito Capital | 1          | Bogotá                | 1 139            | 8 906 342       | 7 819,44           | 0,904 | 1538              | 1954              |
| Bolívar                  | 46         | Cartagena             | 25 978           | 2 236 603       | 86,10              | 0,823 | 1857              | 1886              |
| Boyacá                   | 123        | Tunja                 | 23 189           | 1 259 601       | 54,32              | 0,842 | 1857              | 1886              |
| Caldas                   | 27         | Manizales             | 7 888            | 1 036 455       | 131,40             | 0,828 | 1905              | 1905              |
| Caquetá                  | 16         | Florencia             | 88 965           | 419 275         | 4,71               | 0,752 | 1909              | 1991              |
| Casanare                 | 19         | Yopal                 | 44 640           | 442 068         | 9,90               | 0,867 | 1973              | 1991              |
| Cauca                    | 41         | Popayán               | 29 308           | 1 516 018       | 51,73              | 0,782 | 1857              | 1886              |
| Cesar                    | 25         | Valledupar            | 22 905           | 1 341 697       | 58,58              | 0,810 | 1967              | 1967              |
| Chocó                    | 31         | Quibdó                | 46 530           | 553 519         | 11,90              | 0,731 | 1906              | 1947              |
| Córdoba                  | 30         | Montería              | 25 020           | 1 856 496       | 74,20              | 0,798 | 1952              | 1952              |
| Cundinamarca             | 116        | Bogotá                | 23 071           | 2 473 634       | 107,22             | 0,837 | 1857              | 1886              |
| Guainía                  | 2          | Inírida               | 72 238           | 52 061          | 0,72               | 0,768 | 1963              | 1991              |
| Guaviare                 | 4          | San José del Guaviare | 53 460           | 90 357          | 1,69               | 0,768 | 1977              | 1991              |
| Huila                    | 37         | Neiva                 | 19 890           | 1 140 932       | 57,36              | 0,807 | 1905              | 1905              |
| La Guajira               | 15         | Riohacha              | 20 848           | 1 002 394       | 48,08              | 0,691 | 1898              | 1964              |
| Magdalena                | 30         | Santa Marta           | 23 188           | 1 463 427       | 63,11              | 0,785 | 1857              | 1886              |
| Meta                     | 29         | Villavicencio         | 85 635           | 1 080 706       | 12,62              | 0,822 | 1905              | 1967              |
| Nariño                   | 64         | Pasto                 | 33 268           | 1 629 181       | 48,97              | 0,773 | 1904              | 1904              |
| Norte de Santander       | 40         | Cúcuta                | 21 658           | 1 651 278       | 76,24              | 0,799 | 1910              | 1910              |
| Putumayo                 | 13         | Mocoa                 | 24 885           | 369 064         | 14,83              | 0,759 | 1905              | 1991              |
| Quindío                  | 12         | Armenia               | 1 845            | 569             | 308,71             | 0,832 | 1966              | 1966              |
| Risaralda                | 14         | Pereira               | 4 140            | 977 829         | 236,19             | 0,839 | 1966              | 1966              |
| San Andrés y Providencia | 1          | San Andrés            | 44               | 65 228          | 1 482,45           | 0,834 | 1912              | 1991              |
| Santander                | 87         | Bucaramanga           | 30 537           | 2 324 090       | 76,11              | 0,879 | 1857              | 1886              |
| Sucre                    | 26         | Sincelejo             | 10 917           | 972 350         | 89,07              | 0,775 | 1966              | 1966              |
| Tolima                   | 47         | Ibagué                | 23 562           | 1 346 935       | 57,17              | 0,804 | 1861              | 1886              |
| Valle del Cauca          | 42         | Cali                  | 22 140           | 4 589 278       | 207,28             | 0,861 | 1910              | 1910              |
| Vaupés                   | 3          | Mitú                  | 54 135           | 48 932          | 0,90               | 0,768 | 1910              | 1991              |
| Vichada                  | 4          | Puerto Carreño        | 100 242          | 115 778         | 1,15               | 0,768 | 1913              | 1991              |
| Colombia                 | 1 103      | Bogotá                | 1 141 748        | 51 609 474      | 45,20              | 0,840 | 1810              | ---               |

## Esquemas asociativos territoriales

### Regiones Administrativas de Planificación (RAP)
Colombia es una república unitaria y descentralizada, está última según lo establece el artículo 306 de la actual Constitución de 1991, dos o más departamentos podrán constituirse en regiones administrativas y de planificación, con personería jurídica, autonomía y patrimonio propio, para desarrollar económica y socialmente el territorio.
Actualmente se encuentran constituidas las siguientes regiones administrativas de planificación:
| Regiones Administrativas de Planificación (RAP) |
| --- |
| - RAP Caribe (creada en 2017 y conformada por los departamentos del Atlántico, Bolívar, Cesar, Córdoba, La Guajira, Magdalena y Sucre) - RAP Eje Cafetero (creada en 2018 y conformada por Caldas, Quindío y Risaralda; Tolima se adhirió en 2020) - RAP (E) Central (creada en 2015 y conformada por Boyacá, Cundinamarca, Meta, Tolima y el Distrito Capital; Huila se adhirió en 2019) - RAP Pacífico (creada en 2016 y conformada por Cauca, Chocó, Nariño y Valle del Cauca) - RAP Amazonia (creada en 2019 y conformada por Amazonas, Caquetá, Guaviare, Guainía, Putumayo y Vaupés) - RAP Gran Santander (creada en 2021 y conformada por Santander y Norte de Santander) - RAP del Agua y la Montaña (creada en 2021 y conformada por Antioquia y Caldas) - RAP Llanos (creada en 2021 y conformada por Arauca, Casanare y Vichada) |

## Estadísticas
- Departamento más grande: Amazonas en el sur del país, con 109 665 km².
- Departamento más pequeño: San Andrés y Providencia con 52.5 km²
- Departamento más pequeño en el territorio continental: Quindío con 1 845 km².
- Departamento con mayor cantidad de municipios: Antioquia, con 125 municipios.
- Entidad con menor cantidad de municipios: San Andrés y Providencia, con 1 municipio.
- Promedio de municipios por departamento: 33.
- Entidad de primer orden más poblado: Distrito Capital con 7 968 065 habitantes, seguido de Antioquia, con 6 994 792 habitantes (datos para 2023).
- Departamento menos poblado: Guainía en el suroriente del país, con 52 627 habitantes (para 2023).
- Departamentos con menor densidad poblacional: Vichada (0.5 hab/km²), Guainía (0.6 hab/km²), y Amazonas (0.7 hab/km²).
- Departamentos con mayor densidad: San Andrés y Providencia (1410 hab/km²), Atlántico (766 hab/km²) y Cundinamarca (391 hab/km²).
- Última entidad de primer orden creada: Guaviare en 1977.
- El único departamento donde su capital no es el municipio más poblado es el Putumayo.

A nivel urbano, Cundinamarca presenta la mayor densidad poblacional. Adicionalmente, presentan altas densidades: Antioquia, Risaralda y Bolívar en sus áreas urbanas que van desde 11.366 hasta 10.571 hab./km².
A nivel de las áreas rurales o «resto», los departamentos con mayor densidad son: San Andrés y Providencia con 476 hab./km²; Risaralda con 52 hab./km² y Caldas con 41 hab./km².